# افروز (بازیگر)
افروز با نام کامل افروز نادروندی، بازیگر سینما و تلویزیون ایران در دهه ۱۳۵۰ خورشیدی است. او همسر ولی‌الله شیراندامی، بازیگر و کارگردان تئاتر و سینما، بوده‌ است.
افروز با فیلم در آخرین لحظه (۱۳۵۴) به دنیای سینما وارد شد و در رسانه‌های آن زمان به «ماریا اشنایدر سینمای ایران» لقب گرفت. وی در مصاحبه‌ای با مجلهٔ جوانان امروز اعلام کرد که تصمیم گرفته‌است از ایفای نقش‌های دارای صحنه‌های عاطفی و جنسی کناره‌گیری کند و حتی از پوشیدن دامن کوتاه نیز در فیلم‌ها خودداری خواهد کرد. این تصمیم پس از تجربهٔ او در فیلم  در آخرین لحظه گرفته شد؛ فیلمی که در آن صحنه‌ای مشابه فیلم مشهور آخرین تانگو در پاریس (۱۹۷۲) وجود داشت، اما در نهایت توسط سانسور حذف شد.

## فیلمشناسی[۳]
1. به دنبال بنفشه (۱۳۵۶) (مجموعه تلویزیونی)
2. پسرک (۱۳۵۵)
3. پيش کسوت (۱۳۵۵)
4. والده آقا مصطفی (۱۳۵۵)
5. تیرانداز  (۱۳۵۴)
6. تعصب (۱۳۵۴)
7. گروگان (۱۳۵۳)
8. هزار و یک شب (۱۳۵۳) (مجموعه تلویزیونی)
9. در آخرين لحظه (۱۳۵۲)